# Dike Cirque
Der Dike Cirque ist ein 1,5 km breiter, halbkreisförmiger und glazialer Bergkessel in der antarktischen Ross Dependency. Er liegt in den Macdonald Bluffs an der Südostbasis der Kreiling Mesa in der Miller Range.
Eine geologische Mannschaft der Ohio State University, die in diesem Gebiet von 1967 bis 1968 tätig war, benannte den Bergkessel nach den Dikes in den angrenzenden Kliffs.